# خلق از عدم
آفرینش یا آفرینش از نیستی (به انگلیسی: Creation)، آفرینش در لغت به معنی پدیدآوردن چیزی است به نحوی که قبلاً نبوده باشد.

## آفرینش در اصطلاح فلسفه
یکی از معانی مترتب به آفرینش (ابداع)، پدیدآوردن چیز از ناچیز، است. مانند آفرینش خداوند سبحان. آفرینش او از نوع ترکیب و تألیف نیست بلکه ایجاد یک چیز، پس از عدم آن چیز است. هنگامی که گفته شود: “خداوند چیزی را «از عدم» خلق می‌کند“، برخی گمان می‌کنند که «عدم» یک امر مادی همچون خمیر کار است و برای ایشان سؤال می‌شود که چگونه می‌توان «وجود» را «از عدم» خارج کرد؟ منشأ این سؤال، تبیین اشتباه موضوع است؛ عوض اینکه گفته شود «از عدم»، باید گفت «بعد از عدم». یعنی آن چیز، مسبوق به عدم است. به عبارت دیگر، یک شیء، وجود پیدا کرده پس از اینکه وجود نداشته است. فیلسوفان بین ابداع و خلق تفاوت قائل شده و گفته‌اند: ابداع پدیدآوردن چیز از ناچیز است و خلق پدیدآوردن چیزی از چیز دیگر. به این جهت خدای بزرگ گفته است: پدید آورنده آسمانها و زمین (بَدِیعُ السَّماواتِ وَ الْأَرْضِ) و نگفته است بدیع الانسان، بلکه گفته است: انسان را خلق کرد (خُلِقَ الْإِنْسانُ). پس ابداع به این معنی اعم از خلق است.

## ابداع دائمی
ابداع دائمی (Creation Continuee) این ابداع نزد فلاسفه اصولی و پیروان دکارت، عبارت از فعلی است که خداوند توسط آن، جهان را ابقا می‌کند. این عین همان فعلی است که توسط آن، خداوند جهان را از عدم به وجود می‌آورد. به این ترتیب ابداع و ابقاء یک چیز است و خداوند در عین حال مبدع و مبقی است؛ زیرا اگر وجود خود را برگیرد تمام موجودات ناگهان معدوم می‌شوند. این فعل همچنین مقابل تألیف است؛ زیرا تألیف و ترکیب، حتی هنگامی که ترکیب‌کننده دست از عمل خود بردارد باقی است، اما ابداع، هم ایجاد است و هم ابقاء.

## رابطه خدا و جهان
بنا بر اعتقاد برخی، عالم قدیم است و خداوند، عالم به کلّ جهان است و ضروری است که کل جهان متکی به او باشد تا بر نظام احسن قرار گیرد. این مذهب قائلین به عنایت الهی، مانند ابن سینا و دیگران است. اگرچه این موضوعی بس اختلافی است و بسیاری از دانشمندان و فلاسفه برای حادث‌بودن و قدیم‌نبودن جهان براهینی اقامه می‌کنند. بنابر عقیدهٔ قدیم‌بودن جهان، قدرت خداوند مؤثر در مبدأ عالم است به این معنی که ماده سابقاً موجود عالم را تنظیم می‌کند و مانند صانعی که صنعت خود را مرتب می‌کند، خداوند جهان را ترتیب و تنظیم می‌کند. خداوند مبدع ماده عالم است. معنی این سخن این است که هر چه موجود نیست با قدرت خداوند موجود می‌شود. اما بنابر اعتقادی دیگر، خداوند نه تنها مواد را می‌تواند ترکیب کند، بلکه به‌وجودآورندهٔ ماده است و ماده مسبوق به عدم (سابقهٔ وجودنداشتن) می‌باشد.